# افريطيسة
افريطيسة هي قرية مغربية تنتمي لإقليم بولمان، جنوبي مدينة فاس. تضم هذه البلدة 26.022 ساكنا حسب إحصاء 2004.

## دواوير الجماعة
- دوار ركو
- دوار ميطر
- دوار فقوس
- دوار غابة الصفصاف
- دور لغويرات
- دوار غابة بلحسنات
- دوار بلصفرات
- دوار السخونة
- دوار الواعر
- دوار زرزاية
- دوار لفريطيسة